# Jan Bobčík
Jan Bobčík (* 10. února 1960) je bývalý český fotbalista a kněz.

## Fotbalová kariéra
V československé lize hrál za Baník Ostrava. Nastoupil v 7 ligových utkáních. Ve druhé nejvyšší soutěži hrál za Ostroj Opava. Za reprezentaci do 18 let nastoupil v 1 utkání.

## Ligová bilance
| Ročník                                   | Zápasy | Góly | Minuty | Klub          |
| ---------------------------------------- | ------ | ---- | ------ | ------------- |
| 1. československá fotbalová liga 1982/83 | 7      | 0    | 444    | Baník Ostrava |
| Česká národní fotbalová liga 1984/85     | 28     | 5    | -      | Ostroj Opava  |
| Česká národní fotbalová liga 1985/86     | 2      | 0    | -      | Ostroj Opava  |
| CELKEM                                   | 7      | 0    | 444    |               |

## Po skončení fotbalové kariéry
V letech 1985–1990 vystudoval bohosloveckou fakultu v Litoměřicích a v roce 1990 byl vysvěcen na kněze. V letech 1991–1994 působil jako spirituál Arcibiskupského gymnázia v Kroměříži a v letech 1994–2000 jako farář v Rožnově pod Radhoštěm. V roce 2001 požádal olomouckého arcibiskupa Jana Graubnera o zproštění kněžského celibátu.